# 1105-ös mellékút (Magyarország)
Az 1105-ös számú mellékút egy körülbelül 16 kilométer hosszú mellékút, a Gerecse hegység délkeleti részén. Fő iránya nagyjából végig északnyugati. Túlnyomó része Komárom-Esztergom vármegyében található, de az első kb. 4 kilométeres szakasza három megyét is érint, hiszen a Pest vármegyei Zsámbék határában indul, kis szakaszon érinti a Fejér vármegyei Mány határát is, és csak azután lép be Komárom-Esztergom vármegyébe.

## Nyomvonala
Zsámbék területén ágazik ki a Bicske felől érkező 1104-es útból, a város központjától nyugatra. Néhány száz méter után átlép Mány területére, amelynek az út keleti oldalán Jánoshegy, nyugati oldalán Felsőörspuszta nevű településrészei találhatók itt (a falu központi belterülete kilométerekkel nyugatabbra van). A kezdőpontjától körülbelül négy kilométerre éri el Szomor közigazgatási határát, újabb kb. 2 kilométer után pedig a település központját. Itt két irányban is le lehet térni az útról, kelet-északkelet felé Somodorpuszta, Tök-Anyácsapuszta és Máriahalom érhető el egy meglehetősen szűk, gyenge minőségű mellékúton, nyugati irányban, Gyermely és Tarján felé pedig az 1123-as út ágazik el.
Szomor után mellészegődik a Bajna-Epöli-vízfolyás – innentől majdnem végig párhuzamosan halad az út a patakkal –, majd belép Gyermely közigazgatási területére (a falu központját kilométerekkel elkerüli). Az utolsó érintett település Bajna, melynek egész központján végigkanyarog. A település első házai előtt még elhalad egy, a környező hegyeknél magasabb csúcs, a 361,4 méter magas Nagy-Őr-hegy mellett, nem sokkal később kiágazik belőle kelet felé az Epöl, Máriahalom és Úny felé vezető 1122-es út, a központot elhagyva pedig északnyugat felé az 1125-ös út, mely Bajót és Nyergesújfalu irányába vezet. Bajna lakott területének északnyugati részén ér véget, beletorkollva az 1119-ös útba.

## Története
2025. január 1-jétől – ideiglenes jelleggel, az M100-as autóút elkészültéig – főúti besorolást kapott, a 103-as főút részeként.